# Het Zuidelijk Toneel
Het Zuidelijk Toneel (HZT) is een Nederlands theatergezelschap. Het gezelschap is sinds 2010 gevestigd in Tilburg, daarvoor in Eindhoven en speelt in Nederland en Vlaanderen. De artistieke directeur is regisseur Sarah Moeremans. Rick Spaan is zakelijk directeur. Eerder waren onder andere Piet Menu, Matthijs Rümke, Johan Simons, Eric Antonis, Ivo van Hove en Olivier Provily verbonden aan het gezelschap.

## Geschiedenis
Het Zuidelijk Toneel werd in 1954 opgericht onder de naam Stichting Het Brabants Toneel. De naam werd binnen een jaar gewijzigd naar Het Zuidelijk Toneel. In 2001 fuseerde Het Zuidelijk Toneel met Theatergroep Hollandia tot ZT Hollandia. Sinds 2005 wordt opnieuw gewerkt onder de naam Het Zuidelijk Toneel.
Vanaf december 2023 staat artistiek directeur en regisseur Sarah Moeremans aan het hoofd van het gezelschap. Sinds 2021 is zij betrokken als vaste regisseur en co-artistiek leider bij het gezelschap. Sarahs werk is filosofisch reflectief met een vleugje satire en taal als de belangrijkste bouwsteen. Sinds 2013 werkt ze zeer regelmatig met schrijver Joachim Robbrecht. Bij Het Zuidelijk Toneel maakte ze o.a. de succesvoorstellingen Rijgen, What Ever Happened to Mr. Pete?, Shut Up and Play with Me, Mission Molière en Crashtest Ibsen.
Het Zuidelijk Toneel is een van de negen door het Rijk gesubsidieerde toneelgezelschappen. Het gezelschap richt zich op Nederland met een bijzondere aandacht voor de eigen regio: Noord-Brabant.